# سی‌وشش نما از کوه فوجی
سی‌وشش نما از کوه فوجی (به ژاپنی: 富士三十六景 Fuji Sanjū-Rokkei) عنوان دو سری چاپ نقش چوبی خلق شده توسط هنرمند هیروشیگه در رشته هنری اوکی‌یوئه است که در آن کوه فوجی در فصل‌ها و موقعیت‌های گوناگون آب و هوایی و از مکان‌ها و فواصل مختلف به تصویر کشیده شده‌است.